# Semsvannet

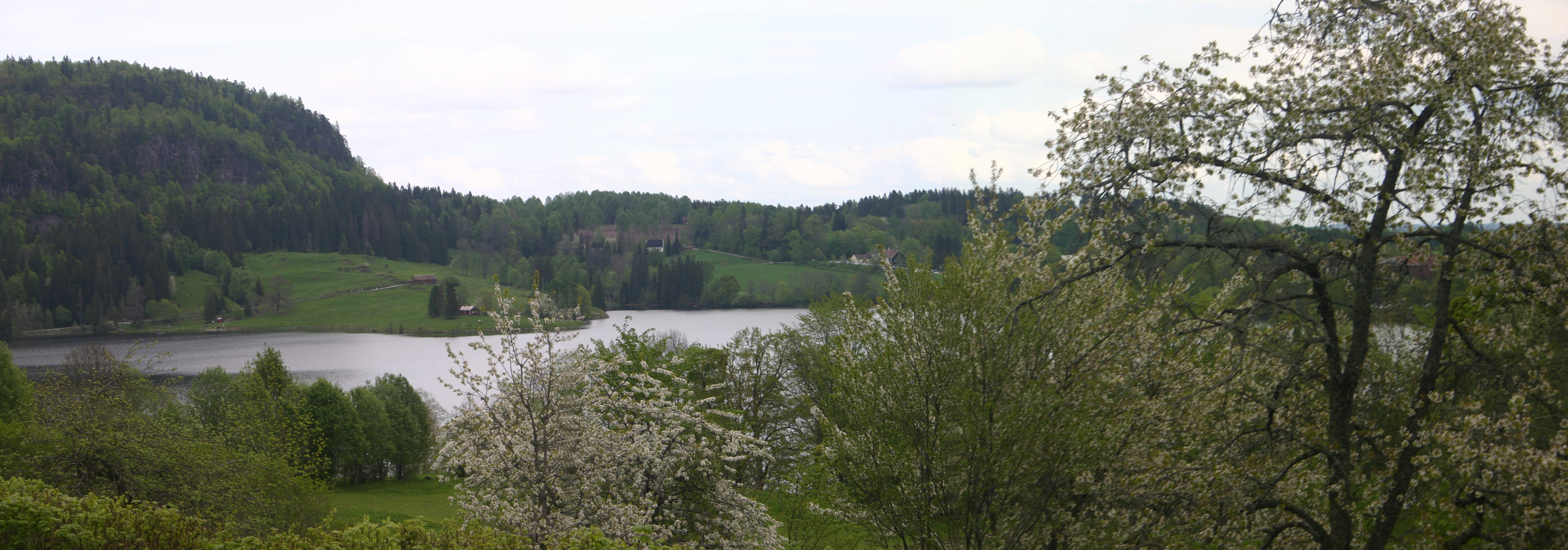
Vy över Semsvannet, mot Tangen och Skaugumsåsen.

Semsvannet är en stor insjö i Asker kommun, sydväst om Oslo, i Norge. Sjön ligger i närheten av bland annat, för norrmännen, kända platser som Skaugumsåsen, Tangen samt det norska kronprinsparets residens och gård Skaugum. Semsvannets status som viktigt naturområde uppgraderades, höjdes när området blev skyddat den 2 oktober 1992.

## Vattnet i siffror
Semsvannet är 0,75 km² stort samt ligger på en höjd av 145 meter över havet. Största djup ligger på 34 meter. In till sjön rinner älven Gupelva. Ut från sjön rinner älven Askerelva.  
I sjön finns gädda, abborre och mört samt i mindre omfattning öring, fjällröding och sik.

## Idrott och friluftsliv
Semsvannet har brukats i generationer som badsjö, inte minst bland de då fast kringboende på Tangen. Runt sjön finns det möjlighet att springa eller – enligt det välbekanta norska uttrycket – "gå på tur". Distansen är då 4,8 km. För den fritids- och idrottsintresserade finns turstigar samt skidspår, i Vestmarka, som börjar här.

## Natur, jordbrukar- och kulturlandskap

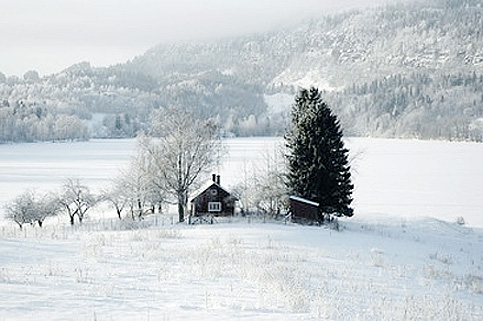
Vintervy över Tangen, mot Semsvannet

### Natur och jordbrukarbygd
Semsvannet och området däromkring hör till den norska natur-, jordbrukar- och kulturhistorien.
Vid Semsvannet ligger gårdarna Sem, Store Berg och Tveiter, samt vid Skaugumåsens fot, det kulturhistoriska huset Tangen, som under första halvan av 1900-talet disponerades av familjen Kaspersen och som regelbundet besöktes av bland annat den norska kulturpersonligheten och nära vännen Alf Prøysen vid av familjen anordnade kalas och fester.

### Kultur och visdiktning om bygden
Att ha visdiktaren och vännen Alf Prøysen i huset inspirerade den några år yngre Tangensonen Karsten Kaspersen, som skrev flera visor om området samt hur det var att leva och växa upp vid Semsvannet och på Tangen under första delen av 1900-talet. Ur Karsten Kaspersens musikaliska produktion märks visor som tillägnats området runt Semsvannet, såsom:
- "Skaugumsåsen"
- "I ungdomsår"
- "Skymning over Tangen"

## Vald till Tusenårsplats

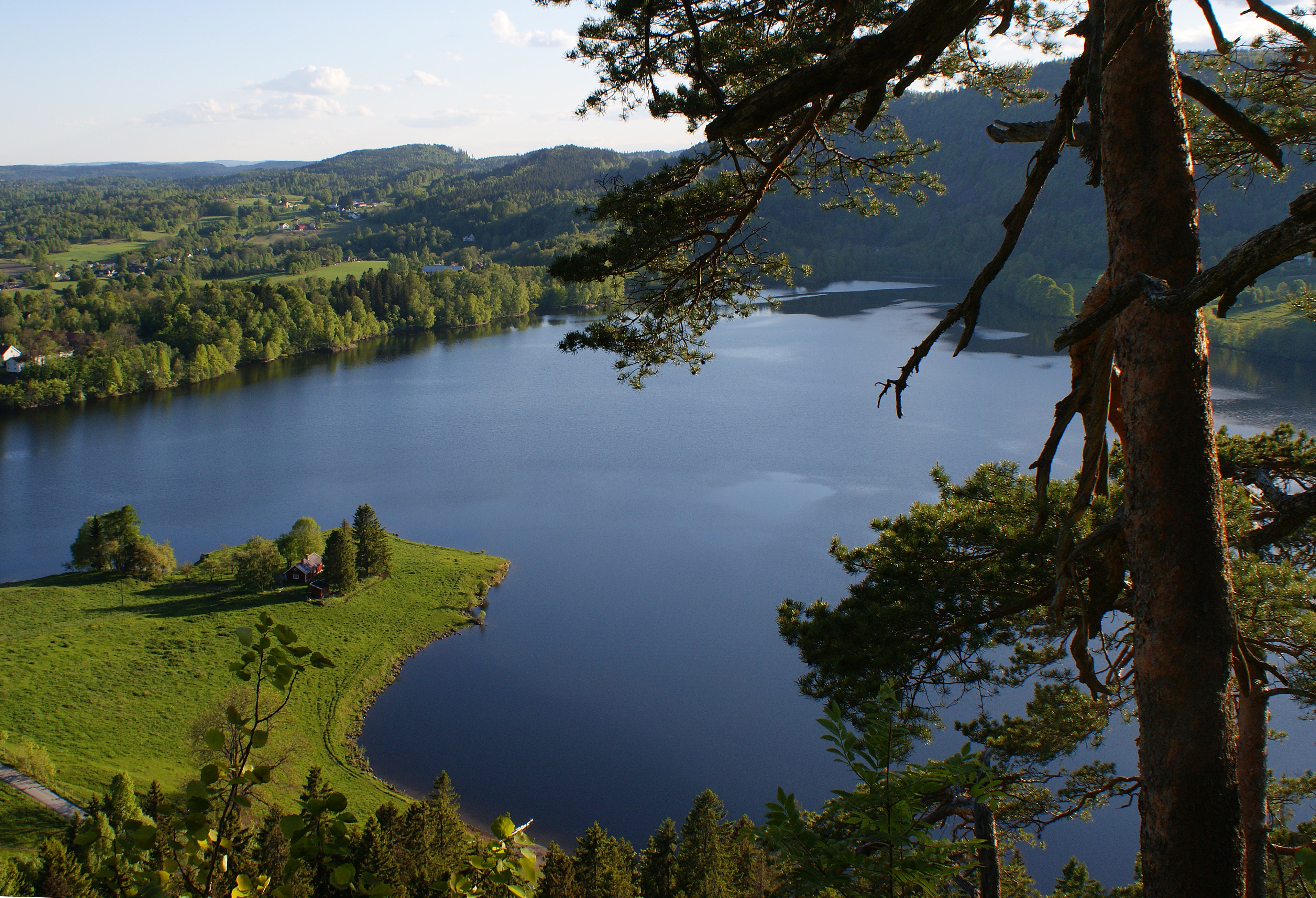
Från Skaugumsåsen - över Tangen och Semsvannet

Tangen kulturskyddades 1992 och det samt området runt Semsvannet är ett kärt utflyktsmål i naturen för norrmännen. År 1998 anordnade Asker kommuns Tusenårskommitté en omröstning bland sina invånare om vilken plats de önskade som "sitt Tusenårssted" (sin Tusenårsplats). Bland många nomineringar valdes Semsvannet med omnejd till det finaste och vackraste.